# Xin'an (socken i Kina, Sichuan)
Xin'an (kinesiska: 新安乡, 新安) är en socken i Kina. Den ligger i provinsen Sichuan, i den sydvästra delen av landet, omkring 530 kilometer söder om provinshuvudstaden Chengdu.
Genomsnittlig årsnederbörd är 1 003 millimeter. Den regnigaste månaden är juli, med i genomsnitt 267 mm nederbörd, och den torraste är januari, med 4 mm nederbörd.